# Carex filamentosa
Carex filamentosa är en halvgräsart som beskrevs av Donald Petrie. Carex filamentosa ingår i släktet starrar, och familjen halvgräs. Inga underarter finns listade i Catalogue of Life.